# Very Long Baseline Array

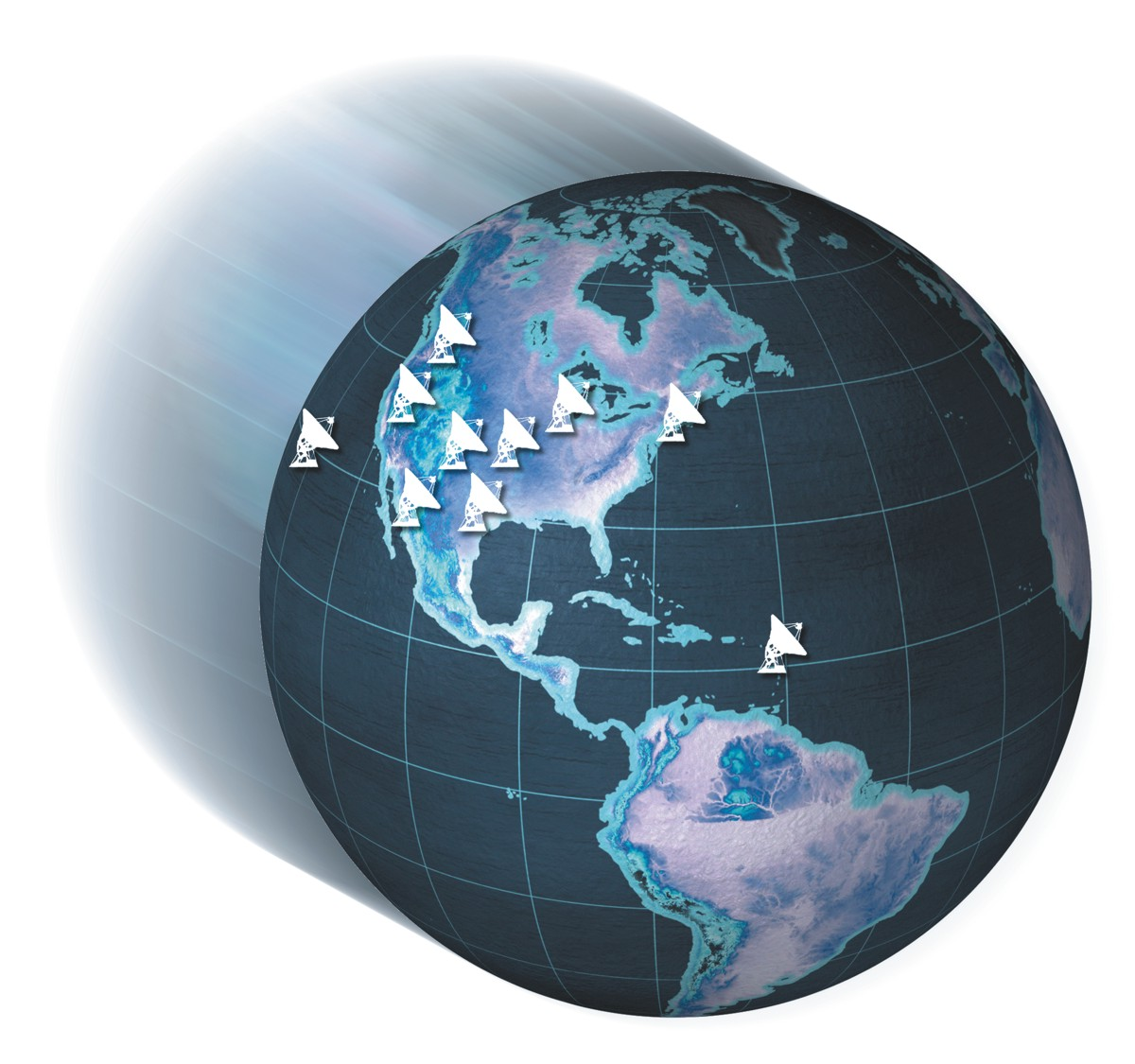
Расположение телескопов VLBA

Very Long Baseline Array (VLBA) — Антенная решётка со сверхдлинными базами — радиоинтерферометр, принадлежащий Национальной радиоастрономической обсерватории (NRAO) США. VLBA состоит из десяти радиотелескопов, контролируемых удалённо из центра управления, расположенного в Сокорро, Нью-Мексико (США). Массив антенн работает совместно, как самый большой в мире, посвящённый исключительно интерферометрическим наблюдениям. Сооружение VLBA началось в феврале 1986, и закончилось в мае 1993. Первое наблюдение с использованием всех десяти антенн было проведено 29 мая 1993. Полная стоимость проекта — 85 млн $.
VLBA может использоваться для наблюдения и картографирования различных компактных радиоисточников с яркостной температурой выше ~106 K.
Максимальная база, расстояние между отдельными радиотелескопами, сети VLBA составляет 8600 км. Радиотелескопы могут вести приём в десяти частотных диапазонах от 300 МГц до 86 ГГц.
Каждый радиотелескоп VLBA оборудован антенной диаметром 25 метров (главное зеркало), весом 218 тонн и имеет высоту примерно с десятиэтажное здание. Отношение фокальной длины главного зеркала к его диаметру составляет 0,354. Контррефлектор Кассегрена диаметром 3,5 метра, имеющий асимметричную форму, используется для всех рабочих частот выше 1 ГГц. Первичный фокус главного зеркала применяется для приёма низких частот.
Рядом с каждым радиотелескопом располагается здание контроля, в котором находится центральный управляющий компьютер радиотелескопа, записывающее устройство и другое оборудование, связанное с обработкой радиосигнала, принятого антенной.
Сигналы от каждой антенны записываются в хранилище данных ёмкостью около одного терабайта на жёстких дисках, информация отмечена временными метками с использованием атомных часов. По мере того, как диски заполняются данными, их отправляют в Центр научных операций им. Пита Доменичи NRAO в Сокорро. Там проводится обработка сигналов на мощном наборе цифровых компьютеров, которые и выполняют интерферометрию. Эти компьютеры также вносят поправки на вращение Земли, небольшие сдвиги земной коры с течением времени и другие небольшие погрешности измерения.

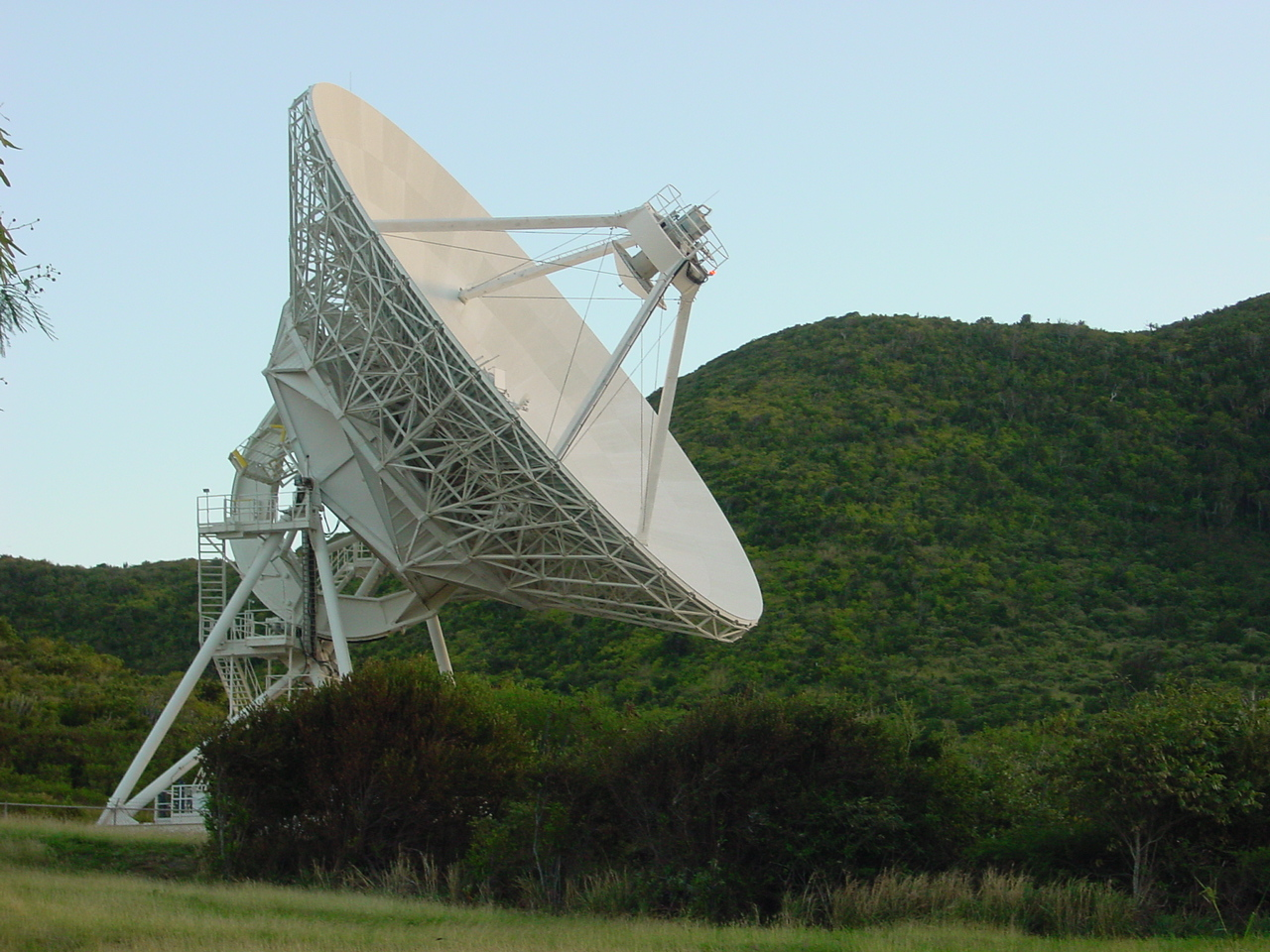
Одна из антенн VLBA, Санта-Крус (Виргинские острова)

Радиотелескопы VLBA располагаются в следующих местах:
- Мауна-Кеа, Гавайи (19°48′04″ с. ш. 155°27′19″ з. д.HGЯO)
- Brewster, Вашингтон (48°07′52″ с. ш. 119°40′59″ з. д.HGЯO)
- Owens Valley, Калифорния (37°13′53″ с. ш. 118°16′37″ з. д.HGЯO)
- Национальная обсерватория Китт-Пик, Аризона (31°57′22″ с. ш. 111°36′44″ з. д.HGЯO)
- Пай-Таун, Нью-Мексико (34°18′03″ с. ш. 108°07′09″ з. д.HGЯO)
- Лос-Аламос, Нью-Мексико (35°46′30″ с. ш. 106°14′44″ з. д.HGЯO)
- Форт-Дейвис, Техас (30°38′06″ с. ш. 103°56′41″ з. д.HGЯO)
- North Liberty, Айова (41°46′17″ с. ш. 91°34′26″ з. д.HGЯO)
- Хэнкок, Нью-Гэмпшир (42°56′00″ с. ш. 71°59′11″ з. д.HGЯO)
- Санта-Крус (Виргинские острова) (17°45′23″ с. ш. 64°35′01″ з. д.HGЯO)